# Jack Norén
Jack Norén, född 19 oktober 1929 i Chicago, Illinois, död där 17 mars 1990, var en amerikansk jazzmusiker (trumslagare). 

## Biografi
Norén föddes i Chicago av svenska föräldrar, och studerade trumspel för bland annat Gene Krupa. Han flyttade med familjen till Sverige 1946 och bodde först i föräldrarnas hemtrakter i Värmland, där Norén ska ha försörjt sig på skogsarbete. Året därpå började han spela trummor i Sam Samsons orkester, och sedan i Thore Jederbys orkester. 
Med Jederby, som besökt New York och nu lät sig inspireras av Charlie Parker och den nya bebop-stilen, turnerade Norén över hela Sverige under 1947 och 1948, och hördes även i radio. Hösten 1948 ingick Norén i en modifierad version av Jederbys orkester under trumpetaren Nisse Skoog på Nalen i Stockholm, och kom där att bli en publikfavorit med ”sina trumsolon, sitt effektiva komp och sin ’amerikanska’ stil”. År 1949 spelade Norén i Seymour Österwalls orkester, och under hösten 1950 i Thore Swaneruds orkester. I november 1950 ingick han i den grupp, under ledning av Jederby, som följde Charlie Parker på dennes Sverigeturné. 
Från 1949 medverkade han på flera skivinspelningar för det nystartade skivbolaget Metronome, bland annat med Arne Domnérus, Lars Gullin, Zoot Sims och Stan Getz. Under denna tid gjorde han också några skivinspelningar som sångare. I början av 1950-talet kom Norén till Domnérus orkester på Nalen, och fick där 1950 års pris som ”Årets bäste jazzmusiker”. Under 50-talets tidiga år spelade Norén även i Simon Brehms orkester på Bal Palais, och var våren 1953 med och grundade den kooperativa jazzgruppen Swinging Swedes. 
Efter en period av dålig hälsa relaterad till drogmissbruk återvände Norén till Chicago i juni 1954. Han återkom till Sverige 1960, och genomförde då bland annat en turné med Monica Zetterlund, engagerades en period i Radiobandet under Harry Arnold, och spelade in en ep tillsammans med Rune Öfwerman och Jimmy Woode. Han stannade dock bara ett år innan han reste tillbaka till USA.
Jack Norén är begravd på Mangskogs kyrkogård i Värmland.

## Diskografi (album)

### Ledare
- Jack Norén, Sture Swenson, The Exhibit (Replica, 1958)

### Ackompanjatör
- Leonard Feather's Swingin' Swedes (Presige, 1951)
- Stan Getz and the Swedish All Stars featuring Bengt Hallberg, Vol. 2 (Royal Roost, 1951)
- The Swingin' Swedes/The Cool Britons, New Sounds From The Old World (Blue Note, 1951)
- Arne Domnérus, Arne Domnerus Clarinet Solos (Prestige, 1952)
- Bengt Hallberg Trio/Lars Gullin Quartet, Bengt Hallberg And Lars Gullin (Prestige, 1952)
- New Sounds From Sweden Volume 1 (Esquire, 1953)
- Lars Gullin, Lars Gullin And His Groups (Prestige, 1953)
- Lars Gullin Quartet, New Sounds From Sweden (Prestige, 1953)
- Lars Gullin Quartet, Piano Holiday (Metronome, 1953)
- Lars Gullin Quartet and Quintet, Modern Sounds: Sweden (Prestige, 1953)
- Bengt Hallberg Trio and Quartet, Bengt Hallberg (Metronome, 1953)
- Teddy Wilson Trio, Teddy Wilson Trio (Metronome, 1953)
- Clifford Brown, Art Farmer and the Swedish All Stars, Clifford Brown, Art Farmer and the Swedish All Stars (Prestige, 1954)
- The Ed Higgins Trio, The Ed Higgins Trio (Replica, 1957)
- Warren Kime, 2 Of A Kime (Replica, 1958)
- Della Reese with the Kirk Stuart Trio, A Date With Della Reese At Mr. Kelly's In Chicago (Replica, 1958)
- Marty Rubenstein Jazz Quintet, The Song Of Songs: A Jazz Interpretation (Audio Fidelity, 1958)
- Charlie Parker, Charlie Parker In Sweden 1950 (Sonet, 1959)
- Jack Dailey with Harry Arnold and his Orchestra, Your Daily Bouquet From Jack (Metronome, 1960)

## Filmografi
- 1949 – Kvinnan som försvann – musiker
- 1952 – Arne Domnérus spelar – musiker